# Adrián González (Fußballspieler, 1988)
Adrián González Morales (* 25. Mai 1988 in Madrid) ist ein ehemaliger spanischer Fußballspieler, der zuletzt für CF Fuenlabrada spielte.

## Karriere
Adrián González begann seine Karriere bei Real Madrid, dem Klub, bei dem auch sein Vater José Miguel González, besser bekannt als Míchel, viele Jahre lang spielte. Im Sommer 2006 wurde der junge linke Mittelfeldspieler Teil des Kaders der Zweitmannschaft Real Madrid Castilla, zu diesem Zeitpunkt in der Segunda División. In der folgenden Saison war Adrián eine der Stützen des Teams und brachte es auf insgesamt sieben Treffer. Der damalige Trainer der ersten Mannschaft Fabio Capello nominierte ihn am 6. Dezember 2006 für den Kader des UEFA Champions League Spiels gegen Dynamo Kiew.
Im Sommer 2007 unterschrieb Adrián González seinen ersten Profivertrag für Real Madrid, wurde allerdings bis 2008 an Celta Vigo ausgeliehen. Nach einer Hinrunde ohne große Einsatzmöglichkeiten wurde er in der Rückrunde an den abstiegsgefährdeten Ligarivalen Gimnàstic de Tarragona ausgeliehen.
Ab dem Sommer 2008 spielt Adrián González für den Erstligisten FC Getafe, nachdem Real ihn nicht für seine erste Mannschaft vorsieht.
Zur Saison 2010/11 wechselte er zu Racing Santander. Nach zwei Jahren und mehr als 60 Einsätzen wechselte er im Sommer 2012 zu Rayo Vallecano. In den kommenden acht Jahren folgten verschiedene spanische Stationen – FC Elche, SD Eibar, FC Málaga und Real Saragossa. Im Januar 2022 schloss er sich CF Fuenlabrada an. Im Sommer 2022 beendete er seine Karriere.

## Nationalmannschaft
Adrián González bestritt mit Spanien die Junioren-Weltmeisterschaft 2007 in Kanada.